# Anne-Sophie Bauer
Anne-Sophie Bauer (* 29. März 1995 in Wien) ist eine österreichische Politikerin der Grünen. Seit dem 23. Oktober 2021 ist sie Abgeordnete zum Oberösterreichischen Landtag.

## Leben
Anne-Sophie Bauer besuchte anschließend an die Volksschule 37 (Karlhofschule) in Linz die Linz International School Auhof (LISA). 2017 begann sie ein Studium der Rechtswissenschaften an der Johannes Kepler Universität Linz (JKU).
Anfang 2015 wurde sie in den Bundesvorstand der Jungen Grünen gewählt. Von 2015 bis 2018 fungierte sie als Landessprecherin der Jungen Grünen Oberösterreich, deren Landessprecherin sie 2019 erneut wurde. 2019 wurde sie auch Mitglied des Landesvorstandes der Grünen Oberösterreich.
Bei der Landtagswahl in Oberösterreich 2021 kandidierte sie hinter Stefan Kaineder, Dagmar Engl und Severin Mayr auf dem vierten Listenplatz der Landesliste der Grünen Oberösterreich. Am 23. Oktober 2021 wurde sie in der konstituierenden Sitzung der XXIX. Gesetzgebungsperiode als Abgeordnete zum Oberösterreichischen Landtag angelobt.
Im März 2025 wurde sie in den Vorstand der Grünen Bildungswerkstatt Oberösterreich gewählt.